# Russia 1985–1999: TraumaZone
Russia 1985–1999: TraumaZone est une série documentaire télévisée en sept épisodes réalisée par Adam Curtis, sorti en 2022.

## Synopsis
La série relate l'histoire de la Russie de 1985 à 1999 : dans un premier temps, la Perestroïka, la Catastrophe nucléaire de Tchernobyl jusqu'à la Dislocation de l'URSS, puis dans un second temps la thérapie de choc et la crise des années 1990, la montée en puissance des oligarques, la Première guerre de Tchétchénie et la Seconde guerre de Tchétchénie jusqu'à la nomination de Vladimir Poutine à la présidence de la fédération de Russie par intérim le 31 décembre 1999.

## Fiche technique
Sauf indication contraire, les informations mentionnées dans cette section peuvent être confirmées par la base de données cinématographiques IMDb,  présente dans la section « Liens externes ».
- Titre français : Russia 1985–1999: TraumaZone
- Réalisation : Adam Curtis
- Production : BBC
- Pays d'origine : Royaume-Uni
- Format : Couleurs
- Genre : documentaire
- Date de sortie : 13 octobre 2022

## Épisodes
1. Part One: 1985–1989
2. Part Two: 1989–1991
3. Part Three: 1991
4. Part Four: 1992–1994
5. Part Five: 1993–1996
6. Part Six: 1994–1998
7. Part Seven: 1995–1999